# Саръкамъшко езеро
Саръкамъшкото езеро или Саръкамъш (на туркменски: Sarygamyş köli; на узбекски: Sariqamish ko‘li; на руски: Сарыкамышское озеро) е безотточно горчиво-солено езеро, разположено в Саръкамъшката котловина, в северната част на Туркменистан (по-голямата южна част) и западната част на Узбекистан (малка част от северния участък). Условно се намира по средата между Каспийско и Аралско море.

## Етимология
Названието „Саръкамъш“ има тюркски произход и означава „жълта тръстика“.

## География и хидрология
Езеро Саръкамъш е разположено в централната част на Саръкамъшката котловина. Площта му в днешно време е изменчива и зависи от постъпленията на събирателните води от Хорезъмския оазис. До 1977 г. площта на повърхността на езерото възлиза на около 1500 km², солеността – около 7‰, а ежегодно в езерото постъпват до 4 km3 вода. До 1985 г. площта на повърхността нараства до 3200 km². Когато се достига относително постоянно ниво, солеността на водата спира да расте и достига 15 – 20‰.
По данни на „Националната енциклопедия на Узбекистан“ (2000 – 2005 г.), дължината на езерото възлиза на 100 – 120 km, а ширината – 30 – 40 km. Езерото е разтегнато в посока от север на югоизток. Средната дълбочина е около 8,2 m. Дълбочината расте в посока към източния бряг. Най-голямата дълбочина е 40,5 m под морското равнище.
Саръкамъшкото езеро има отвесен западен бряг. От изток в езерото се влива събирателен канал, чрез който то се захранва с вода. На източния бряг се намира извор на минерални термални води.

## История
През своята история езерото на няколко пъти изчезва и възниква отново, в зависимост от водните постъпления на река Амударя. Периодите на пресушаване на Саръкамъшкото езеро са свързани с вливането на реката в Аралско море. Езерото е съществувало към края на неогеновия период и началото на кватернер, когато неговата площ е обхващала депресията Ассаке-Аудан на 58 m над морското равнище. Към 14 – 16 век вече заема сегашните си граници на 50 – 62 m над морскоро равнище. Последният път, когато водите на Амударя директно се вливат в котловината, е било по времето на наводненията през 1878 г.
В началото на 1960-те години Саръкамъшкоро езеро се пълни с колекторно-дренажни води Използвали са се селскостопански води от левия бряг на Амударя.
Туркменската част на езерото, както и земите около него са защитена територия от 1980 г.

## Ихтиофауна
Саръкамъшкото езеро се обитава от разнообразни видове риба, в частност: шаран, сом и змиеглав.